# Stensdalsstugan

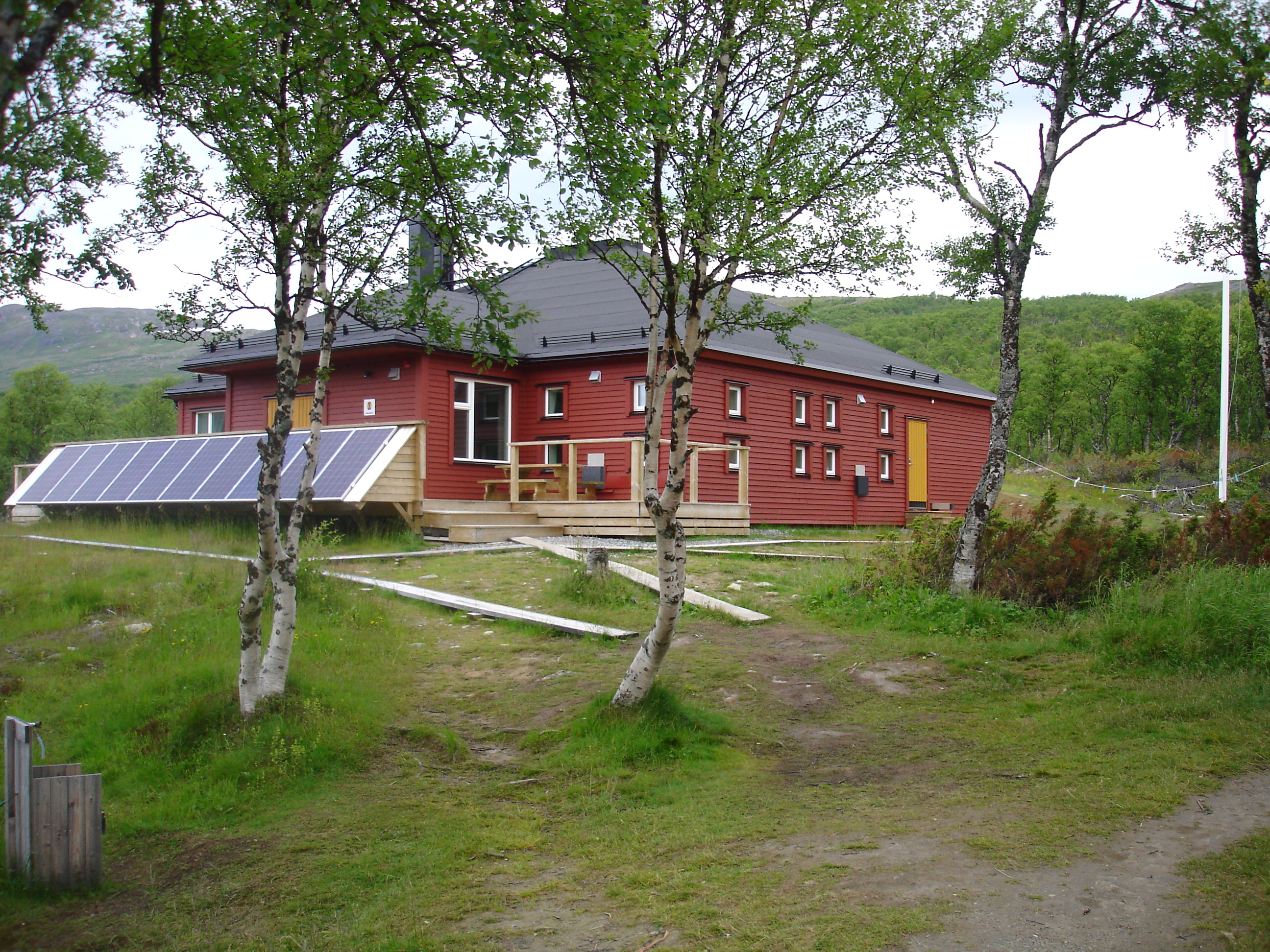
Nya Stensdalsstugan

Stensdalsstugan är en fjällstuga i Vålådalens naturreservat som drivs av Svenska turistföreningen. Stugan ligger intill Stensån strax norr om Lill-stensdalsfjället och syd ost om Stor-Stensdalsfjället

## Stugplatsen
Stugplatsen ligger i fjällbjörkskogen intill Stensån och består av huvudstugan som har 4 fyrbäddsrum och 1 sexbäddsrum. Dessutom finns en äldre stuga med 10 sängplatser. Den äldre stugan innehar också ett säkerhetsrum som alltid är öppet. Den första stugan på platsen byggdes 1916 och fungerar idag som stugvärdsstuga.

## Vandringsleder
Från Stensdalsstugan går vandringsleder och skidleder mot Vålådalen, Gåsenstugan och Vålåstugan

## Branden
I maj 2010 brann den större stugan i Stensdalen ner till grunden. 2014 invigdes en ny och modern stuga på samma plats.